# Gens Blossia
Die gens Blossia (deutsch Blossier) war ein italisch-römisches Geschlecht (gens), das den Gentilnamen Blossius trug. Die Familie stammte aus dem süditalischen Kampanien und wurde im Verlauf des 3. und 2. Jahrhunderts v. Chr. romanisiert.
Der erste bekannte Namensträger ist Marius Blossius, der im Jahr 216 v. Chr. in Capua als lokaler Anführer (praetor Campanus) während der Lossagung Capuas von Rom während des Zweiten Punischen Kriegs genannt wird. Vermutlich wurde er nach der Wiedereroberung durch die Römer Opfer von deren Rache, denn Livius erwähnt für 210 v. Chr., dass Blossii fratres („die Gebrüder Blossius“) als Führer einer Verschwörung gegen die römische Besatzung hingerichtet worden seien. Der nächste bekannte Namensträger ist dann Gaius Blossius aus der kampanischen Stadt Cumae, ein in Griechenland ausgebildeter stoischer Philosoph, der in den 130er Jahren v. Chr. zunächst als Freund und Berater des römischen Reformers Tiberius Sempronius Gracchus und dann des aufständischen Sklavenführers Aristonikos in Pergamon Bedeutung erlangte. Marcus Tullius Cicero bezeichnet die Blossier im 1. Jahrhundert v. Chr. als angesehene kampanische Familie.
Noch in der Kaiserzeit ist mit Marcus Blossius Vestalis ein Ritter (eques) und römischer Militärkommandeur aus Capua (150er Jahre n. Chr.) nachzuweisen. Ob auch der spätantike christliche Dichter Blossius Aemilius Dracontius (spätes 5. Jahrhundert), der aus einer vornehmen Familie Karthagos stammte, eine Verbindung mit der Familie hatte, ist jedoch unklar. Möglich wäre eine Verknüpfung etwa durch einen Freigelassenen der kampanischen Familie, da Freigelassene den Namen ihrer früheren Herren übernahmen.